# The Gettysburg Story
The Gettysburg Story es un documental bélico estadounidense de 2013, dirigido por Jake Boritt, que a su vez lo escribió, y también fue parte de la producción junto a Andrew Mambo, a cargo de la musicalización estuvo Ravi Kittappa, los protagonistas son Stephen Lang, quien hace de narrador y Theodore L Henry. Esta obra se estrenó el 16 de junio de 2013.

## Sinopsis
Este documental trata acerca de la batalla de Gettysburg, la cual tuvo lugar mientras se desarrollaba la guerra civil estadounidense.